# Agapetus setiferus
Agapetus setiferus là một loài Trichoptera trong họ Glossosomatidae. Chúng phân bố ở miền Cổ bắc.